# 波紋説

ヨハネス・シュミットが1872年に提唱した波紋説の概念図

波紋説（はもんせつ、波状伝播説、波動説とも、英語: wave model、wave theory、ドイツ語: Wellentheorie）とは、歴史言語学における言語変化モデルの一。石が水面に投げ落とされた際にできる波紋のように、言語に新たな特徴が生まれた場合、中心地から徐々に同心円状に広がり、異なる言語に収斂するという説である。ヨハネス・シュミット及びフーゴ・シューハルトらが支持者として知られる。
本説は新文法学派による音法則や厳格な系統樹説に対するアンチテーゼとして確立されたものであり、現代社会言語学の基にもなった。また、日本においては柳田國男が本説に類似する方言周圏説を展開したが、本説とは逆に中心部ほど語が新しいとする（換言すれば周辺部ほど古語が残されている）所に大きな差異がある。現代言語学では、比較研究法における系統樹説的アプローチの改善にあたり多大なる影響力を及ぼした。